# Polfluchtkraft
Die Polfluchtkraft {\displaystyle F_{\mathrm {Pf} }} ist bei der Erddrehung diejenige Komponente der Zentrifugalkraft, die tangential zur Erdoberfläche wirkt.
Die tägliche Drehung der Erde (genauer: innerhalb eines Sterntages von 23,93447 Stunden) um ihre Rotationsachse bewirkt, dass jeder Körper auf der Erde eine Zentrifugalkraft erfährt, die senkrecht von der Erdachse wegweist, also je nach Breitengrad schräg zur Erdoberfläche. Die Zentrifugalkraft enthält eine Komponente, die tangential zur Erdoberfläche vom Pol wegweist; diese Komponente wird Polfluchtkraft genannt.

## Berechnung
Der Betrag der Zentrifugalkraft ist:
{\displaystyle F_{\mathrm {Zf} }=m\cdot \omega ^{2}\cdot r}
wobei
- {\displaystyle m} die Masse des Körpers (nicht der Erde!)
- r sein Abstand von der Polachse
- {\displaystyle \omega =0{,}00007292116/\mathrm {s} } die Winkelgeschwindigkeit der Erddrehung im Bogenmaß ist.

Der Abstand hängt über einen mittleren Erdradius {\displaystyle R=6371\,\mathrm {km} } ab von der geografischen Breite {\displaystyle \varphi }:
{\displaystyle r=R\cdot \cos \varphi }
sodass sich ergibt:
{\displaystyle \Rightarrow F_{\mathrm {Zf} }=m\cdot \omega ^{2}\cdot R\cdot \cos \varphi }
Nur am Äquator wirkt die Zentrifugalkraft der Gravitationskraft genau entgegen. Auf allen anderen Breitengraden wirkt sie im Winkel {\displaystyle \alpha =90^{\circ }-\varphi } zur Horizontalen.
Für die Polfluchtkraft gilt nun:
{\displaystyle {\begin{aligned}F_{\mathrm {Pf} }&=F_{\mathrm {Zf} }\cdot \sin \varphi \\&=m\cdot \omega ^{2}\cdot R\cdot \cos \varphi \cdot \sin \varphi \end{aligned}}}

## Auswirkung
Betrachtet man nur jene Komponente der Kraft, die parallel zur Erdoberfläche wirkt, so ist sie auf der Nordhalbkugel nach Süden und auf der Südhalbkugel nach Norden gerichtet. Das beständige Wirken dieser Kraft ist der Grund, warum die Erde keine perfekte Kugel darstellt, sondern an den Polen abgeflacht ist. Der innen etwas elastische Erdkörper stellt sich auf die herrschende Erdrotation ein, indem seine Massenverteilung langfristig der Polfluchtkraft nachgibt und der Äquatorradius auf Kosten des Polradius zunimmt. Die heutige Erdabplattung beträgt 0,3353 Prozent oder 21 km.
Isaac Newton hat diese Verformung erstmals mathematisch formuliert. Um 1920 postulierte Alfred Wegener die Polflucht der Kontinente und vermutete die Zentrifugalkraft als Ursache der von ihm entdeckten Kontinentalverschiebung. Dies wurde einige Jahre später widerlegt, der Begriff Polfluchtkraft fand jedoch Eingang in die Fachliteratur.